# Wyeomyia phroso
Wyeomyia phroso är en tvåvingeart som beskrevs av Howard, Dyar och Frederick Knab 1915. Wyeomyia phroso ingår i släktet Wyeomyia och familjen stickmyggor.
Artens utbredningsområde är Panama. Inga underarter finns listade i Catalogue of Life.